# Waves (canción)
«Waves» —en español: «Olas»— es una canción interpretada y producida por el rapero neerlandés Mr. Probz. Fue lanzada inicialmente en noviembre de 2013 logrando alcanzar el número 6 en el Dutch Top 40, la lista de sencillos de los Países Bajos. La canción habla que siempre hay que luchar, del no rendirse ante ninguna adversidad.
El productor alemán Robin Schulz remezcló la canción en una versión tropical house a manera de bootleg distribuido gratuitamente a través de su SoundCloud. Su resultado captó la atención de la discográfica Ultra Records la cual decidió lanzarlo como un sencillo en febrero de 2014. De esta manera, se convirtió en un éxito internacional encabezando diversas listas musicales de todo el mundo, entre ellas Austria, Alemania, Noruega, Suecia, Suiza y el Reino Unido. En este último, se convirtió en la cuarta canción más vendida de 2014, alcanzando la suma de 800 000 copias vendidas.
Además estuvo nominada al premio Grammy en la categoría mejor grabación remezclada.

## Video musical
Se grabaron dos videos musicales para promocionar la canción. La primera, basada en la versión original interpretada en el Red Bull Studios. Existe otro video donde se emplea la versión remezclada por Robin Schulz. Ésta contó con la dirección de Petro Papa y fue rodada en Tulum, México, y protagonizada por la modelo bielorrusa Maryna Linchuk.

## Lista de canciones
| Descarga digital |                                   |          |  |
| N.º              | Título                            | Duración |  |
| 1.               | «Waves» (Robin Schulz Radio Edit) | 3:23     |  |
| 2.               | «Waves»                           | 2:54     |  |
| 3.               | «Waves» (Robin Schulz Remix)      | 7:10     |  |

| Descarga digital (nueva versión) |                                                            |          |  |
| N.º                              | Título                                                     | Duración |  |
| 1.                               | «Waves (Robin Schulz Radio Edit)» (con Chris Brown & T.I.) | 3:10     |  |

## Posicionamiento en listas y certificaciones
| Lista (2013–14)                             | Mejor posición |
| ------------------------------------------- | -------------- |
| Alemania (Offizielle Deutsche Charts)       | 1              |
| Australia (ARIA)                            | 3              |
| Austria (Ö3 Austria Top 40)                 | 1              |
| Bélgica (Flandes) (Ultratop 50)             | 1              |
| Bélgica (Valonia) (Ultratop 50)             | 2              |
| Canadá (Hot 100)                            | 10             |
| Dinamarca (Tracklisten)                     | 3              |
| Escocia (Scottish Singles Sales Chart)      | 1              |
| Eslovaquia (Singles Digitál Top 100)        | 4              |
| Eslovaquia (Rádio Top 100)                  | 1              |
| España (Top 100 Canciones)                  | 2              |
| Estados Unidos (Billboard Hot 100)          | 14             |
| Estados Unidos (Pop Songs)                  | 5              |
| Estados Unidos (Adult Pop Songs)            | 11             |
| Estados Unidos (Adult Contemporary)         | 25             |
| Estados Unidos (Latin Pop Songs)            | 40             |
| Estados Unidos (Hot Dance Club Songs)       | 38             |
| Estados Unidos (Hot Dance/Electronic Songs) | 1              |
| Estados Unidos (Dance/Mix Show Airplay)     | 1              |
| Estados Unidos (Rhythmic)                   | 8              |
| Euro Digital Song Sales                     | 1              |
| Finlandia (OFC)                             | 3              |
| Francia (SNEP)                              | 3              |
| Grecia (Greece Digital Songs)               | 1              |
| Hungría (Single Top 40)                     | 1              |
| Irlanda (Irish Singles Chart)               | 3              |
| Israel (Media Forest)                       | 6              |
| Italia (FIMI)                               | 2              |
| Noruega (VG-lista)                          | 1              |
| Nueva Zelanda (Recorded Music NZ)           | 3              |
| Países Bajos (Dutch Top 40)                 | 6              |
| Polonia (Polish Airplay Top 20)             | 1              |
| Portugal (Portugal Digital Songs)           | 1              |
| Reino Unido (UK Singles Chart)              | 1              |
| Reino Unido (UK Dance Chart)                | 1              |
| República Checa (Singles Digitál Top 100)   | 4              |
| Rusia (TopHit Airplay)                      | 5              |
| Suecia (Sverigetopplistan)                  | 1              |
| Suiza (Schweizer Hitparade)                 | 1              |
| Ucrania (TopHit Airplay)                    | 4              |

| País         | Lista (2013)       | Posición | Ref.   |
| ------------ | ------------------ | -------- | ------ |
| Países Bajos | Nederlandse Top 40 | 3        | [ 46 ] |

| País           | Lista (2014)                | Posición | Ref.   |
| -------------- | --------------------------- | -------- | ------ |
| Alemania       | Media Control Charts        | 3        | [ 47 ] |
| Australia      | ARIA Singles Chart          | 21       | [ 48 ] |
| Austria        | Austrian Singles Chart      | 7        | [ 49 ] |
| Bélgica        | Ultratop flamenca           | 4        | [ 50 ] |
| Bélgica        | Ultratop valona             | 14       | [ 51 ] |
| Canadá         | Canadian Hot 100            | 64       | [ 52 ] |
| Dinamarca      | Tracklisten                 | 4        | [ 53 ] |
| España         | PROMUSICAE                  | 15       | [ 54 ] |
| Estados Unidos | Hot Dance/Electronic Songs  | 12       | [ 55 ] |
| Francia        | SNEP Charts                 | 9        | [ 56 ] |
| Irlanda        | Irish Singles Chart         | 13       | [ 57 ] |
| Israel         | Media Forest                | 23       | [ 58 ] |
| Nueva Zelanda  | Recorded Music NZ           | 24       | [ 59 ] |
| Polonia        | ZPAV                        | 9        | [ 60 ] |
| Reino Unido    | The Official Charts Company | 4        | [ 61 ] |
| Rusia          | TopHit Airplay              | 10       | [ 62 ] |
| Suecia         | Sverigetopplistan           | 3        | [ 63 ] |
| Suiza          | Schweizer Hitparade         | 5        | [ 64 ] |
| Ucrania        | TopHit Airplay              | 28       | [ 65 ] |

| País           | Lista (2015)               | Posición | Ref.   |
| -------------- | -------------------------- | -------- | ------ |
| Canadá         | Canadian Hot 100           | 59       | [ 66 ] |
| Estados Unidos | Billboard Hot 100          | 95       | [ 67 ] |
| Estados Unidos | Adult Top 40               | 48       | [ 68 ] |
| Estados Unidos | Hot Dance/Electronic Songs | 5        | [ 69 ] |
| Estados Unidos | Mainstream Top 40          | 47       | [ 70 ] |
| Francia        | SNEP                       | 144      | [ 71 ] |
| Rusia          | TopHit Airplay             | 22       | [ 72 ] |
| Ucrania        | TopHit Airplay             | 34       | [ 73 ] |

### Decenales
| País           | Lista (2010–2019)          | Posición | Ref.   |
| -------------- | -------------------------- | -------- | ------ |
| Alemania       | Offizielle Deutsche Charts | 39       | [ 74 ] |
| Reino Unido    | Official Charts Company    | 41       | [ 75 ] |
| Estados Unidos | Hot Dance/Electronic Songs | 21       | [ 76 ] |

### Certificaciones
| País           | Organismo certificador | Certificación | Simbolización | Ventas    | Ref.   |
| -------------- | ---------------------- | ------------- | ------------- | --------- | ------ |
| Alemania       | BVMI                   | 4× Oro        | 4▲            | 1 080 000 | [ 77 ] |
| Australia      | ARIA                   | 4× Platino    | 4▲            | 280 000   | [ 78 ] |
| Austria        | IFPI Austria           | Oro           | ●             | 15 000    | [ 79 ] |
| Bélgica        | BEA                    | Platino       | ▲             | 30 000    | [ 80 ] |
| Canadá         | Music Canada           | 4× Platino    | 4▲            | 320 000   | [ 81 ] |
| Dinamarca      | IFPI Dinamarca         | Oro           | ●             | 15 000    | [ 82 ] |
| España         | PROMUSICAE             | 2× Platino    | 2▲            | 120 000   | [ 83 ] |
| Estados Unidos | RIAA                   | Platino       | ▲             | 1 000     | [ 84 ] |
| Francia        | SNEP                   | Oro           | ●             | 75 000    | [ 85 ] |
| Italia         | FIMI                   | 4× Platino    | 4▲            | 200 000   | [ 86 ] |
| México         | AMPROFON               | 2× Platino    | 2▲            | 120 000   | [ 87 ] |
| Nueva Zelanda  | RMNZ                   | Platino       | ▲             | 15 000    | [ 88 ] |
| Países Bajos   | NVPI                   | 6× Platino    | 6▲            | 120 000   | [ 89 ] |
| Reino Unido    | BPI                    | 4× Platino    | 4▲            | 2 400 000 | [ 90 ] |
| Suecia         | IFPI Suecia            | 5× Platino    | 5▲            | 200 000   | [ 91 ] |
| Suiza          | IFPI Suiza             | Platino       | ▲             | 30 000    | [ 92 ] |

### Sucesión en listas
| Anterior: «Happy» de Pharrell Williams «Happy» de Pharrell Williams   | Media Control Charts — Sencillo número uno 3 de marzo de 2014 — 9 de marzo de 2013 24 de marzo de 2014 — 13 de abril de 2013 | Siguiente: «Happy» de Pharrell Williams «Rather Be» de Clean Bandit con Jess Glynne |
| Anterior: «Rather Be» de Clean Bandit con Jess Glynne                 | Sverigetopplistan — Sencillo número uno 11 de abril de 2014 — 1 de mayo de 2014                                              | Siguiente: «All of Me» de John Legend                                               |
| Anterior: «Say Something» de A Great Big World con Christina Aguilera | Ultratop 50 flamenca — Sencillo número uno 26 de abril de 2014 — 16 de mayo de 2014                                          | Siguiente: «Calm After the Storm» de The Common Linnets                             |
| Anterior: «Hideaway» de Kiesza «Summer» de Calvin Harris              | UK Singles Chart — Sencillo número uno 27 de abril de 2014 — 3 de mayo de 2014 11 de mayo de 2014 — 17 de mayo de 2014       | Siguiente: «Summer» de Calvin Harris «I Will Never Let You Down» de Rita Ora        |
| Anterior: «Blame» de Calvin Harris con John Newman                    | Hot Dance/Electronic Songs — Sencillo número uno 29 de noviembre de 2014 — 13 de febrero de 2015                             | Siguiente: «Prayer in C» de Lilly Wood and the Prick y Robin Schulz                 |